# Nevogilde (Porto)
Nevogilde ist ein Ort und eine ehemalige Gemeinde (Freguesia) der nordportugiesischen Stadt Porto.

Lage der Gemeinde im Kreis vor der Gebietsreform 2013

 Die Gemeinde hatte 4998 Einwohner (Stand 30. Juni 2011).
Am 29. September 2013 wurden die Gemeinden Nevogilde, Aldoar und Foz do Douro zur neuen Gemeinde União das Freguesias de Aldoar, Foz do Douro e Nevogilde zusammengeschlossen.